# Tatsuro Okuda
Tatsuro Okuda (奥田 達朗 Okuda Tatsuro?, nacido el 20 de septiembre de 1988 en Nara) es un futbolista japonés que se desempeña como guardameta.

## Trayectoria

### Clubes
| Club             | País  | Año         |
| ---------------- | ----- | ----------- |
| Sagan Tosu       | Japón | 2011 - 2015 |
| Júbilo Iwata     | Japón | 2016        |
| V-Varen Nagasaki | Japón | 2017 -      |

## Estadística de carrera

### J. League
| Club             | Año   | J. League | J. League | Copa J. League | Copa J. League | Total | Total |
| Club             | Año   | Part.     | Goles     | Part.          | Goles          | Part. | Goles |
| ---------------- | ----- | --------- | --------- | -------------- | -------------- | ----- | ----- |
| Sagan Tosu       | 2011  | 1         | 0         | -              | -              | 1     | 0     |
| Sagan Tosu       | 2012  | 4         | 0         | 2              | 0              | 6     | 0     |
| Sagan Tosu       | 2013  | 4         | 0         | 2              | 0              | 6     | 0     |
| Sagan Tosu       | 2014  | 0         | 0         | 0              | 0              | 0     | 0     |
| Sagan Tosu       | 2015  | 0         | 0         | 0              | 0              | 0     | 0     |
| Júbilo Iwata     | 2016  | 0         | 0         | 0              | 0              | 0     | 0     |
| V-Varen Nagasaki | 2017  | 0         | 0         | -              | -              | 0     | 0     |
| Total            | Total | 9         | 0         | 4              | 0              | 13    | 0     |